# Deraeocoris ribauti
Espèce
Deraeocoris ribauti est une espèce d'insectes hétéroptères de la famille des Miridae.

## Description
Cette espèce est facilement reconnaissable, elle est de couleur noire sauf le scutellum, les pattes et les côtés de l'abdomen qui sont généralement orange. Elle mesure entre cinq et sept millimètres.

## Répartition
Elle est d'affinité méditerranéenne, présente dans la péninsule Ibérique, en Italie, dans le Sud de la France et en Corse.

## Écologie
Sa plante hôte serait le Marrube blanc, toutefois on l'observe aussi sur d'autres espèces végétales. Elle hiverne au stade d'œuf.

## Systématique
Le nom valide complet (avec auteur) de ce taxon est Deraeocoris ribauti Wagner, 1943,.
Deraeocoris ribauti a pour synonymes :
- Capsus scutellaris (Fabricius, 1794)
- Deraeocoris luctuosus ribauti Wagner, 1943
- Deraeocoris nigroscutellatus Wagner & Weber, 1955
- Deraeocoris pictiventris Wagner & Weber, 1955
- Deraeocoris ribauti nigroscutellatus Wagner & Weber, 1955
- Deraeocoris ribauti pictiventris Wagner & Weber, 1955
- Deraeocoris ribauti rufoscutellata Wagner & Weber, 1955
- Deraeocoris rufoscutellatus Wagner & Weber, 1955